# Antrim and Newtownabbey
Antrim and Newtownabbey (Iers: Aontroim agus Baile Nua na Mainistreach) is een district in Noord-Ierland. Het ligt aan de oostelijke oever van het Lough Neagh. In het oosten grenst een tip aan de Belfast Lough. Het district heeft de status van borough. Antrim and Newtownabbey telt 142.000 inwoners. De landoppervlakte bedraagt 571 km², de bevolkingsdichtheid is 249 inwoners per km².
Van de bevolking is 61% protestant en 30% katholiek.
Antrim and Newtownabbey ontstond op 1 april 2015 (ONS-code N09000001)
na het Local Government Reform Programme, de herindeling van 26 naar 11 districten in Noord-Ierland. Antrim and Newtownabbey kwam tot stand door de samenvoeging van de voormalige districten Antrim en Newtownabbey. In vergelijking met de oude graafschappen ligt het district volledig binnen de grenzen van het grotere oude County of Antrim.
De lokale autoriteit is de Antrim and Newtownabbey Borough Council, die de Antrim Borough Council en de Newtownabbey Borough Council vervangt. Als borough heeft het district een mayor. De vergaderingen van de raad zijn afwisselend in Antrim en Newtownabbey. Ook de administratie van het district is verspreid over beide locaties.
Het district wordt bestuurd door 40 raadsleden die verkozen werden in zeven aparte District Electoral Areas (DEAs) die ze als districtsraadslid vertegenwoordigen. Elke DEA leverde zeven, zes of vijf vertegenwoordigers. Deze zeven DEAs zijn: Airport, Antrim, Ballyclare, Dunsilly, Glengormley Urban, Macedon en Threemilewater. De eerste verkiezingen vonden plaats in mei 2014. Het eerste jaar trad de districtsraad op als een soort schaduwraad naast de districtsraden van de oude districten die tot eind maart 2015 in functie bleven.

## Zetelverdeling
De verkozenen na de verkiezing van 22 mei 2014 waren effectief in functie van 2015 tot 2019. Verkiezingen zijn vierjaarlijks.
| Partij                             | Verkozen 2014 | Evolutie 2017 | Verkozen 2019 |
| ---------------------------------- | ------------- | ------------- | ------------- |
| Democratic Unionist Party          | 15            | 15            |               |
| Ulster Unionist Party              | 12            | 13            |               |
| Alliance Party of Northern Ireland | 4             | 4             |               |
| Social Democratic and Labour Party | 3             | 3             |               |
| Sinn Féin                          | 3             | 3             |               |
| Traditional Unionist Voice         | 2             | 1             |               |
| Onafhankelijken                    | 1             | 1             |               |

Situatie op 26 november 2017.
Antrim and Newtownabbey · Ards and North Down · Armagh City, Banbridge and Craigavon · Belfast · Causeway Coast and Glens · Derry City and Strabane · Fermanagh and Omagh · Lisburn and Castlereagh · Mid and East Antrim · Mid Ulster · Newry, Mourne and Down